# 하늘궁
하늘궁(天宮, Haneulgung)은 경기도 양주시 장흥면에 위치한 신흥 종교 시설이며, 허경영이 거주하는 곳이다.